# Heinrich Karl Brugsch

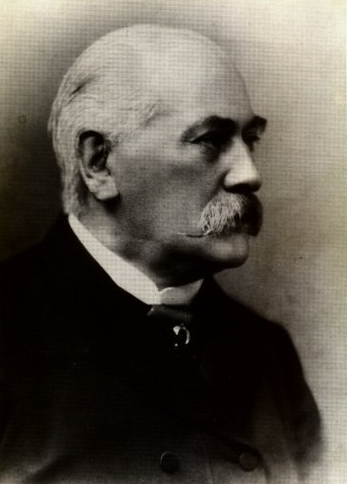
Heinrich Karl Brugsch.

Heinrich Karl Brugsch (Berlín, 18 de febrero de 1827 † Berlín, 19 de septiembre de 1894) fue un egiptólogo alemán.
En 1863 se hace conocido por fundar la Zeitschrift für Äegyptische Sprache und Altertumskunde (Magazine para la lengua y la arqueología egipcia).
Muy joven, estudia los papiros e inscripciones en egipcio demótico sobre los que publica su memoria en 1843, titulada Scriptura Ægyptiorum Demotica (La escritura demótica de los egipcios).
Estuvo asociado a Auguste Mariette en sus excavaciones en Menfis.
- Datos: Q213729
- Multimedia: Heinrich Brugsch / Q213729